# 增殖麴黴
增殖麴黴（学名：Aspergillus multiplicatus）为髮菌科麴菌屬下的一个种。

## 扩展阅读
- 維基物種上的相關：增殖麴黴